# Cemitério do Campo Santo
O Cemitério do Campo Santo é uma necrópole situada no município brasileiro de Salvador.
O cemitério é conhecido pelas belas imagens de santos que se constitui um museu a céu aberto. É o mais antigo de Salvador e um dos mais antigos do Brasil, sendo o maior do norte, nordeste e centro-oeste do Brasil. Fica localizado no bairro da Federação. Nele se encontram as crípticas das mais elevadas personalidades do estado. Sua administração está aos cuidados da Santa Casa de Misericórdia da Bahia.
A construção de um local específico onde os vivos pudessem orar próximos a seus mortos consta do primeiro projeto de construção do Campo Santo, inaugurado em 1836. Criado para atender à demanda surgida com a proibição de sepultamentos em igrejas e conventos, o Campo Santo foi atingido no mesmo ano pelo movimento conhecido como "Cemiterada", quando foi invadido e quase totalmente destruído por adeptos de irmandades religiosas e simpatizantes. Durante esta invasão, além de todo o muro da frente, parte da capela foi derrubada.
A Santa Casa de Misericórdia adquiriu o Campo Santo em 1840, e no ano seguinte deu início às obras para reconstruí-lo. Devido à carência de recursos, foi somente em 1870 que se iniciou a construção da atual capela, projetada pelo arquiteto Carlos Croezy. Erguida em estilo gótico e inaugurada em 6 de junho de 1874, a capela constitui-se no ponto de destaque do acervo arquitetônico do Campo Santo.

## Sepultados famosos
- Antônio Carlos Magalhães
- Antônio Frederico de Castro Alves
- Domingos Borges de Barros
- Henriqueta Martins Catharino
- Luiz Eduardo Magalhães
- Oscar Freire
- Juliano Moreira
- Antonino José Francisco Ribeiro de Magalhães